# Jewgenija Alexandrowna Krawzowa
Jewgenija Alexandrowna Krawzowa (russisch Евгения Александровна Кравцова; * 5. Januar 1982 in Ocha, Oblast Sachalin, Russische SFSR, Sowjetunion) ist eine ehemalige russische Biathletin.
Jewgenija Krawzowa begann ihre Karriere im Langlauf. Sie trat erstmals bei den Juniorenweltmeisterschaften 2000 im slowakischen Štrbské Pleso bei einem internationalen Großereignis in Erscheinung und wurde dort 19. über fünf Kilometer in der freien Technik und 29. über 15 Kilometer im klassischen Stil. Bereits kurz zuvor hatte sie am 8. Januar 2000 in Moskau über 15 Kilometer ihr erstes Weltcuprennen bestritten, bei dem sie 52. unter 54 Teilnehmerinnen wurde. Ein Jahr später verpasste sie bei den Juniorenweltmeisterschaften 2001 im polnischen Karpacz als jeweils Vierte über fünf Kilometer im klassischen Stil und im Massenstartrennen über 15 Kilometer zweimal nur knapp eine Medaille, wobei ihr Rückstand im Massenstartrennen auf die Schweizerin Seraina Mischol und die Bronzemedaille nur 7,3 Sekunden betrug. Im Sprint belegte sie den 29. Platz. Bei den Juniorenweltmeisterschaften 2002 in Schonach im Schwarzwald gewann sie den Titel über 15 Kilometer in der klassischen Technik und erreichte über fünf Kilometer in der freien Technik den 16. Platz. In ihrem letzten Weltcuprennen im Langlauf erreichte sie am 23. Januar 2005 im Teamsprint im italienischen Pragelato als Neunte ihr bestes Weltcupergebnis. Danach trat sie noch bei einigen FIS-Rennen in Russland sowie bei den russischen Meisterschaften im Januar 2006 in Rybinsk an, bei denen sie im Massenstartrennen über 15 Kilometer 33. wurde. Anschließend wechselte sie zum Biathlon.
Sie lief ihre ersten internationalen Biathlonrennen beim Doppel-Biathlon-Europacup zum Auftakt der Saison 2006/07 in Obertilliach. Ihr erstes Rennen beendete sie als 22. eines Sprints. Schon im darauf folgenden Verfolgungsrennen konnte sie als Zehnte unter die Top Ten laufen, im dritten Rennen, erneut einem Sprint, wurde sie Neunte. Anschließend ließen die Leistungen etwas nach, doch platzierte sich Krawzowa weiterhin regelmäßig in den Punkten. Gegen Ende der Saison konnte die Russin ihr Debüt im Biathlon-Weltcup feiern. Bei den Wettkämpfen in Lahti erreichte sie in ihrem ersten Rennen, einem Einzel, den 48. Platz. Gleichzeitig ist es ihr bis heute bestes Ergebnis im Weltcup. Bei den Biathlon-Europameisterschaften 2007 im bulgarischen Bansko belegte sie die Ränge 28 im Sprint, 22 in der Verfolgung und fünf mit der Staffel. Seit 2008 ist Krawzowa vor allem im Europacup unterwegs. Beste Resultate sind bisher zwei dritte Plätze bei einem Verfolgungsrennen und einem Sprint jeweils in Bansko in der Saison 2008/09. Nach 2010 trat sie auch im Biathlon nicht mehr international in Erscheinung.

## Biathlon-Weltcup-Platzierungen
Die Tabelle zeigt alle Platzierungen (je nach Austragungsjahr einschließlich Olympische Spiele und Weltmeisterschaften).
- 1.–3. Platz: Anzahl der Podiumsplatzierungen
- Top 10: Anzahl der Platzierungen unter den ersten zehn (einschließlich Podium)
- Punkteränge: Anzahl der Platzierungen innerhalb der Punkteränge (einschließlich Podium und Top 10)
- Starts: Anzahl gelaufener Rennen in der jeweiligen Disziplin

| Platzierung                      | Einzel | Sprint | Verfolgung | Massenstart | Staffel | Gesamt |
| -------------------------------- | ------ | ------ | ---------- | ----------- | ------- | ------ |
| 1. Platz                         |        |        |            |             |         |        |
| 2. Platz                         |        |        |            |             |         |        |
| 3. Platz                         |        |        |            |             |         |        |
| Top 10                           |        |        |            |             |         |        |
| Punkteränge                      |        |        |            |             |         |        |
| Starts                           | 2      | 4      |            |             |         | 6      |
| Stand: nach der Saison 2009/2010 |        |        |            |             |         |        |